# Mołdawia na Letniej Uniwersjadzie 2009
Mołdawię na Letniej Uniwersjadzie w Belgradzie reprezentowało 22 zawodników. Mołdawia zdobyła 3 medale (1 złoty, 1 srebrny i 1 brązowy).
Mołdawia nie wystartowała w żadnym sporcie zespołowym

## Medale

### Złoto
- Ion Luchianov - lekkoatletyka, bieg na 3000 m z przeszkodami

### Srebro
- Olga Cristea - lekkoatletyka, bieg na 800 m

### Brąz
- Vladimir Letnicow - lekkoatletyka, trójskok